# جورج أثينز
جورج أثينز هو متزلج مائي ‏ كندي، ولد في 6 يوليو 1952 في كيلونا في كندا.